# قلیا (سرده)

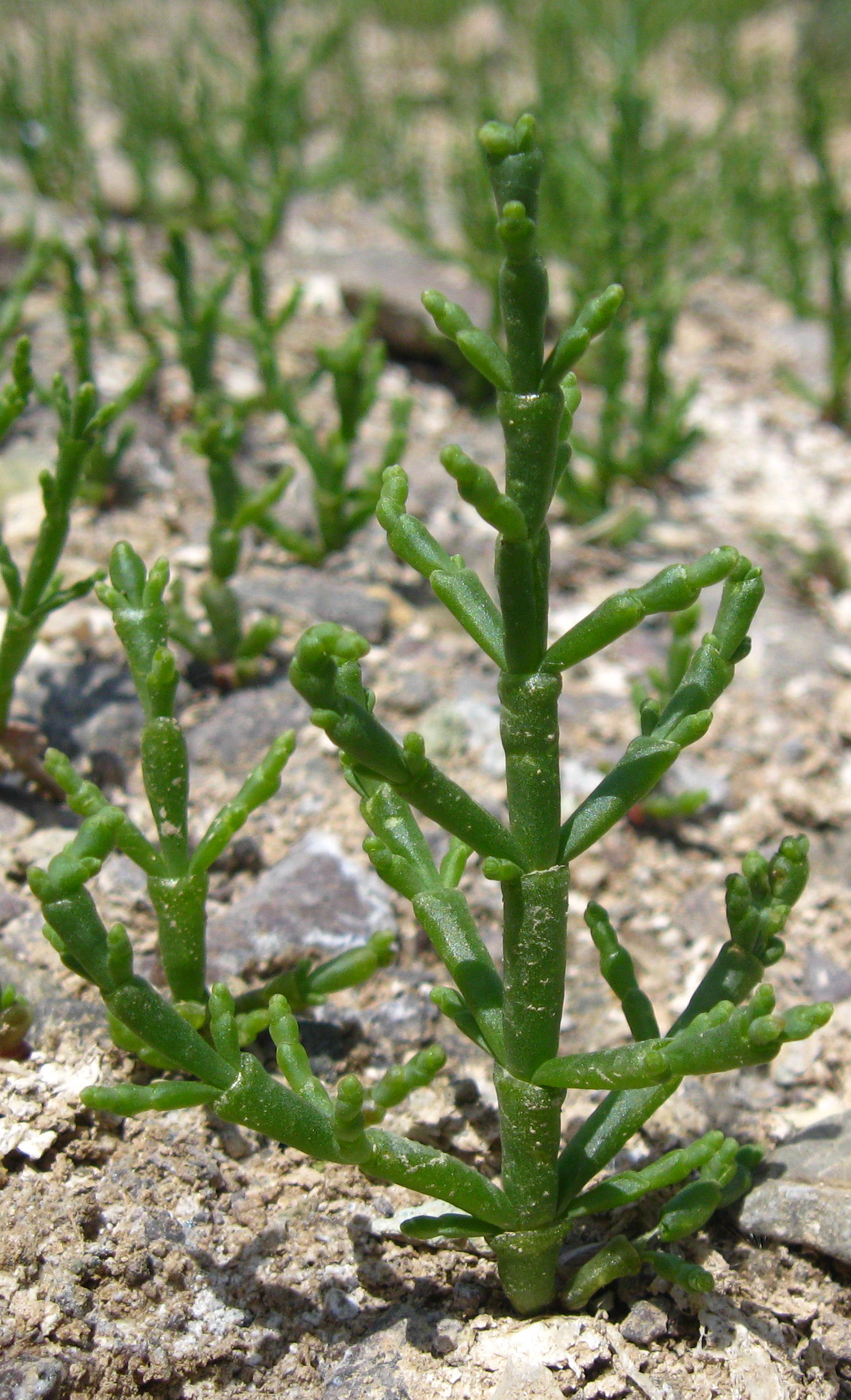
salicornia

قِلیا یا سالیکورنیا(Salicornia) گیاهی گل‌دار از تیره اسفناجیان است که در شوره‌زارهای ساحلی و صحرا قابل کشت است و حتی با آب شور دریا در کنار هر آب دیگر نیز قابل آبیاری است.
سردهٔ قلیا در ایران یک گونه گیاه علفی یک‌ساله باتلاقی شور-روی دارد که معمولاً در کنار رودخانه‌ها و دریاچه‌های آب شور کناره‌های دریای عمان و خلیج فارس می‌روید.

## مشخصات گیاه‌شناسی
قلیا گیاهی شورزی، آبدار و یکساله از خانوادهٔ اسفناجیان می‌باشد. رویشگاه طبیعی این گیاه نمک زارها، سواحل دریا، باتلاق‌ها و مرداب‌های شور اروپا، جنوب آسیا، شمال آمریکا و جنوب آفریقا است. این گیاه با نام‌های تجاری (Sea Beans) یا لوبیای دریایی، (Glasswort, Pickleweed) قلیا یا علف هرز ترشی و (Marsh Samphire) یا رازیانه آبی مرداب در دنیا شناخته می‌شود. ارتفاع این گیاه کمتر از ۳۰ سانتیمتر است. ساقه‌ها بند بند و آبدار، برگ‌ها کوچک و به شکل فلس‌های تحلیل رفته می‌باشند به نحوی که در نگاه نخست گیاه بدون برگ به نظر می‌رسد (نگارهٔ۱ قلیا را ببینید). گل‌ها هرمافرودیت بوده که در فاصله‌های بندهای ساقه ایجاد می‌شوند (نگارهٔ ۲ گل‌های قلیا). گرده افشانی توسط باد انجام می‌شود. میوه‌ها کوچک و آبدار و به‌شکل یک بذر منفرد می‌باشند که همراه با کامل شدن مراحل رشد میوه، گیاه از سبز به قرمز تغیر رنگ می‌دهد. گیاه قلیا از نظر نوع چرخهٔ فتوسنتزی دارای چرخه C4 می‌باشد.

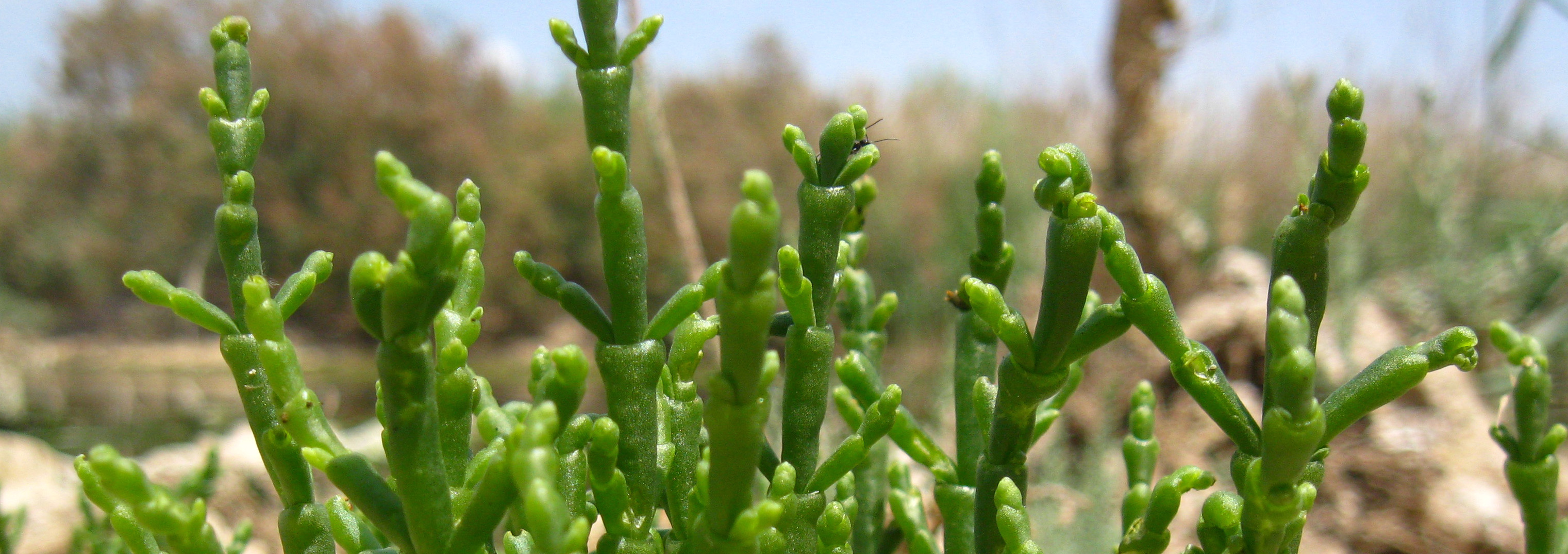
شکل ۱:برگ‌های تحلیل رفته قلیا

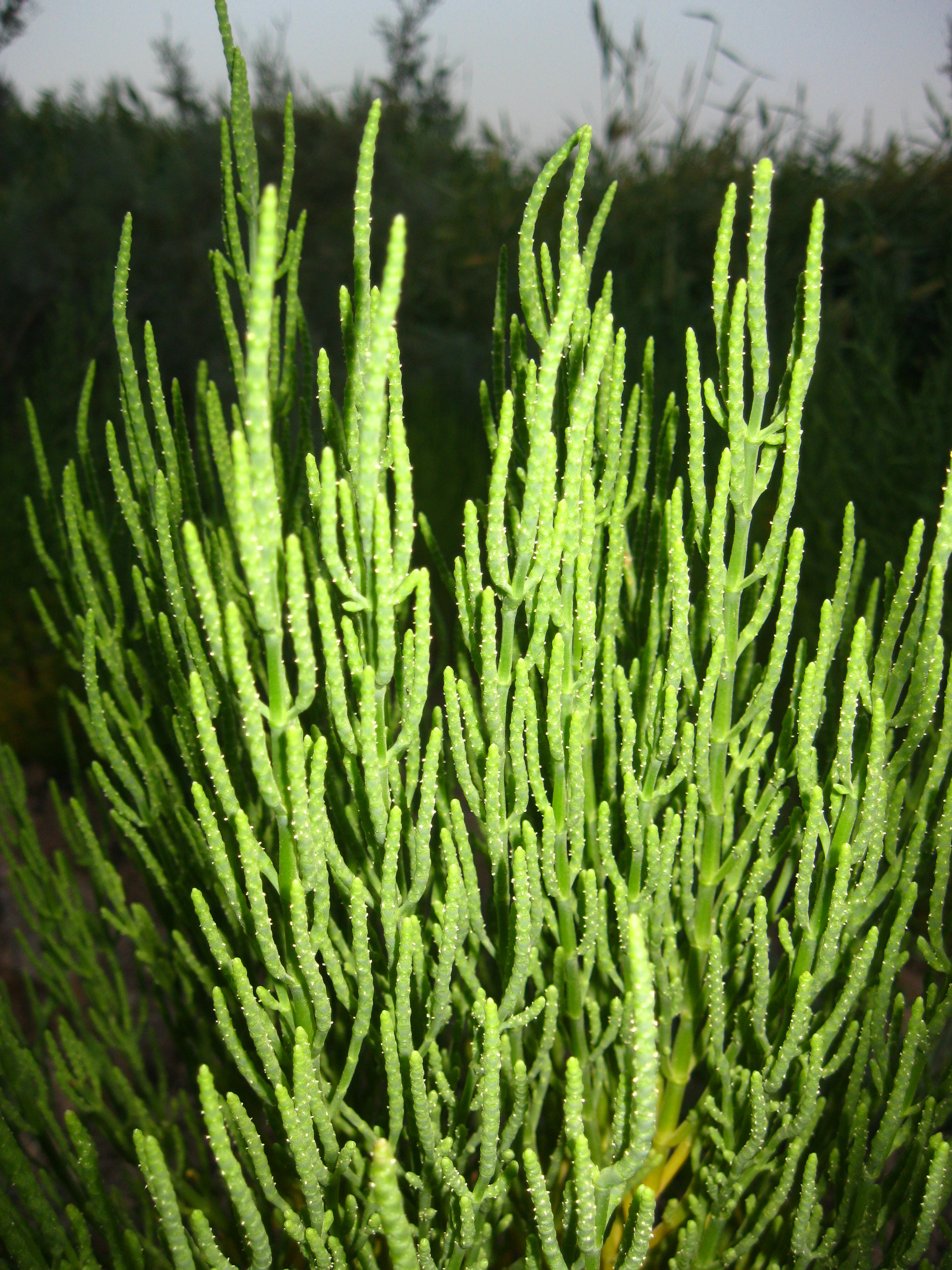
شکل ۲: گل‌های قلیا

## ویژگی‌ها
گیاهی که تاکنون به عنوان گیاهان شوره‌زی و شورزی یا نمک‌خواه شناخته می‌شد، با برگ‌های آبدار نمکین آن در گرمای جهنمی و خاک رقت‌انگیز، با مقداری بیشتر از آبیاری معمولی آن هم با آب شور دریا رشد و نمو می‌کند. چندین کشور، قلیا و دیگر گیاهان مقاوم به آب شور را به عنوان منبع تأمین غذا بررسی می‌کنند. این گیاهان، گیاهانی کارآ برای بیابان زدایی نیز می‌باشند.

## سودمندی
قلیا را می‌توان در برخی رستوران‌ها به عنوان نوعی خزهٔ دریایی، به صورت خام یا بخارپز شده خورد یا به عنوان روغن پخت‌وپز و ترکیب غذایی غنی از پروتئین نیز استفاده کرد.

## برنامه
شرکتی اخیراً ۱۰۰۰ هکتار قلیا را در روستای سانورا (Sanora) کاشته است، جایی که هاجز تحقیقات مقدماتی را برای دهه‌ها انجام داده است، این نهال‌ها، بذر مورد نیاز در طرح سرمایه‌گذاری مشترک واقع در ۵۰ مایلی شمال ساحل شهر باهیا دکینو (Bahia de Kino) را تأمین می‌کنند. شرکت (Global Seawater) قصد دارد ۱۲۰۰۰ هکتار از آنجا را جهت انجام رؤیای بزرگ‌ترین مزرعهٔ آبیاری دریایی بخرد یا اجاره کند.
طرح این است که کانالی در داخل صحرا زده شود تا آب دریا را جهت تغذیهٔ استخرهای تجاری پرورش ماهی و میگو به داخل صحرا هدایت کند و به جای برگرداندن آب به داخل دریا، شرکت قصد دارد از طریق کانال آب را بیشتر به داخل صحرا برده و از آن جهت آبیاری قلیا برای تولید سوخت زیستی استفاده کند. توقفگاه بعدی آب دریا سرزمین جلگه‌ای مصنوعی خواهد بود، این جنگل‌های مانگرو را می‌توان به آلوده کننده‌ها فروخت تا مطابق شرایط بودن شکاف‌های هسته‌ای آن طبق پروتکل کیوتو در رابطه با تغییرات آب و هوا تأیید شود. هیچ چیز دور ریخته نمی‌شود! این یک طرح مبتکرانه است و فکر کردن دربارهٔ آن باعث شادی دوچندان می‌شود.

## طرح کاشت در اطرافدریاچه ارومیه
کاربرد گونه‌های شورپسند با سامانه‌های ریشه‌های عمیق، اهمیت ویژه‌ای در مورد حفاظت از خاک‌های شور دارد زیرا گیاهان به‌طور ذاتی در محیط‌هایی با تنش‌های شوری و سدیمی حضور دارند و به تنش‌هایی دیگر از جمله خشکی نیز بردبار هستند. این گیاهان به ویژه آتریپلکس و قلیا از گونه‌های غالب در مناطق خشک و نیمه خشک با شوری بالا هستند که منبعی برای تغذیهٔ دام و تجدید زمین‌های فرسوده مانند تپه‌های شنی، خاک‌های شور-آهکی، کم عمق و… به‌شمار می‌روند. در یک طرح پیشنهادی سعی می‌شود که با موافقت سازمان جنگل‌ها و مراکز آبخیز داری در ۳۰ هکتار از اراضی ارومیه ۳ گونه آتریپلکس بومی و هفت گونه غیر بومی قلیا کاشته شود و طی یک بازه زمانی عملکرد آن ارزیابی شده و نتایج نهایی آن برای اقدامات بعدی مورد ارزیابی قرار گیرد.

## مزه
روشن است که قلیا مزه‌ای شور دارد ولی بررسی‌هایی که در بارهٔ نظر مردم در مورد مزهٔ مورد پسند آن انجام شده است نشان داده که مصرف‌کنندگان این گیاه از خوردن آن لذت برده‌اند. همچنین قلیا ویکی ویژه خود دارد (؟) که می‌گوید: Salicornia Europaea خوراکیست چه به صورت خام و چه پخته شده. در انگلستان این گیاه یکی از گیاهانی است که به عنوان رازیانه شناخته می‌شود. در ایالات متحده قلیا به عنوان لوبیای دریایی شناخته می‌شود. قلیا معمولاً پخته می‌شود، یا بخارپز یا مایکروفر شده، بعد از پخته شدن رنگی مانند جلبک دریایی و مزه‌ای مثل شالوده ساقه‌های اسفناج و مارچوبه پیدا می‌کند و برخلاف بافت خامش، بعد از پخته شدن به هیچ عنوان ریش‌ریش و سفت نیست. قلیا معمولاً به عنوان همراه (یا تزئین) دریائی مناسب برای خوراک‌هایی همچو خوراک‌های دریایی و ماهی می‌باشد؛ و آشکار است که روش‌های پخت فراوانی وجود دارد. اگر اکثر مردم خوردن قلیا را دوست نداشتند این ایده امید بخش به نظر نمی‌رسید وگرنه این نیز مانند نی اره خوراکی دیگری برای حیوانات و منبع تأمین سوخت زیستی می‌شد.